# Desertoniscus tuberculatus
Desertoniscus tuberculatus är en kräftdjursart som beskrevs av Borutzkii 1945. Desertoniscus tuberculatus ingår i släktet Desertoniscus och familjen Trachelipodidae. Inga underarter finns listade i Catalogue of Life.